# Avril (ca sĩ)
Judith Nyambura Mwangi (sinh ngày 30 tháng 4 năm 1986), được biết đến nhiều hơn với nghệ danh Avril, là một ca sĩ, nhạc sĩ và diễn viên người Kenya. Cô trước đây đã ký hợp đồng với Ogopa Deejays, một trong những hãng sản xuất và thu âm âm nhạc hàng đầu ở Kenya. Là một ca sĩ, cô được biết đến rộng rãi với single "Mama", "Kitu Kimoja", "Chokoza" và "Hakuna Yule". Là một diễn viên, cô được biết đến với vai Miss B'Have trong phim dài tập Shuga: Love, Sex, Money (2012). Đóng góp của Avril cho ngành công nghiệp giải trí Kenya đã được ghi nhận với một giải thưởng Nzumari, một giải thưởng âm nhạc Kisima, một giải Golden Mic Award và hai giải Chaguo La Teeniez.

## Cuộc đời và sự nghiệp

### Tiểu sử và sự nghiệp âm nhạc
Avril sinh ra và lớn lên ở Nakuru, thủ đô cũ của tỉnh Thung lũng Rift. Cô ấy rất tích cực trong các liên hoan phim và âm nhạc trong khi ở trung học. Sau đó, cô chuyển đến Nairobi để theo đuổi một nền giáo dục đại học. Năm 2005, cô tham gia khởi động Jaza Lorry và gặp quản lý tài năng Emmanuel Banda của Ogopa Deejays Production. Mặc dù Banda cố gắng thuyết phục cô tham gia vào âm nhạc, Avril vẫn do dự vào thời điểm đó. Cô theo học tại Đại học Nairobi năm 2006 và học thiết kế. Trong năm thứ hai tại UoN, cô đổi ý và thu âm đĩa đơn đầu tiên ("Mama") sau khi ký hợp đồng thu âm với Ogopa. Bài hát được phát hành vào năm 2009 và được gửi đến các đài phát thanh trên khắp Kenya. Avril sau đó được giới thiệu trên "Mtaani dot com" của Colonel Mustapha (đôi khi được cách điệu là "mtaani.com"). Video âm nhạc cho "Mtaani dot com" đã được phát hành và tải lên YouTube vào ngày 15 tháng 10 năm 2009.